# Homoeocera georginas
Homoeocera georginas là một loài bướm đêm thuộc phân họ Arctiinae, họ Erebidae. It is known only for a restricted area in Guatemala, ở Thái Bình Dương slope, at high altitude.
Chiều dài cánh trước là 18–20 mm.